# 로렌조 케인
로렌조 레이머 케인(Lorenzo Lamar Cain, 1986년 4월 13일 ~ )은 미국의 프로 야구 선수로 메이저 리그 베이스볼의 밀워키 브루어스를 위하여 중견수를 맡고 있다.  그는 이전에 캔자스시티 로열스를 위하여 활약하였다.  브루어스는 플로리다주 탤러해시 커뮤니티 칼리지로부터 2004년 메이저 리그 베이스볼 드래프트의 17번째 라운드에서 그를 선발하였다.  2010년 케인은 자신의 메이저 리그 데뷔를 하였고, 이어진 시즌에 브루어스는 투수 잭 그레인키를 위하여 3명의 다른 선수들과 함께 그를 로열스로 이적시켰다.
4년 후, 그는 타구 평균 (.301)과 도루 (28)에서 아메리칸 리그 톱 10에 놓였다.  자신의 방어적 재주로 알려진 그는 외야수들을 위한 4회의 "윌슨 올해의 방어적 선수 상"과 3회의 "필딩 바이블 상"을 수상하였다.  더욱 나가서 그는 자신의 방어적인 활약으로 일부에 2014년 아메리칸 리그 챔피언십 시리즈 MVP 상을 수상하였다.

## 어린 시절
조지아주 발도스타에서 태어난 로렌조 케인은 4세 때 아버지를 여의고, 형과 함께 모친에 의하여 길러졌으며 모친은 아직도 플로리다주 매디슨에 있는 인쇄 공장에서 일을 한다.
가장 브로적인 선수들과 달리 케인은 플로리다주의 매디슨 카운티 고등학교에서 자신의 2학년 해까지 야구를 시작하지 않았다.  그렇게 해서 그는 자신이 학교 농구 팀을 위하여 선택되지 않았기 때문이었다고 말하였다.  당시 케인은 야구 글러브를 소유하지 않았다.

## 프로 경력

### 마이너 리그
케인은 탤러해시 커뮤니티 칼리지로부터 2004년 아마추어 드래프트의 17번째 라운드에서 밀워키 브루어스에 의하여 선발되었다.  그는 2005년 자신의 경력을 시작하여 루키 리그의 헬레나 브루어스와 AZL 브루어스를 위하여 활약하였다.  2006년 그는 클래스 A 웨스트버지니아 파워로 승진되어 사우스 애틀랜틱 리그의 미드시즌과 포스트시즌 올스타 팀으로 임명되었다.
2007년 케인은 클래스 A 진출한 브리버드 카운티 매너티스로 승진되었다.  브리버드 카운티에서 2008년 시즌을 시작한 케인은 밀워키 브루어스에 의하여 재소집된 외야수 에르난 이리바렌을 대체하는 데 6월 10일 트리플 A 내슈빌 사운즈로 소집되었다.

### 밀워키 브루어스 (2010년)
2010년 7월 16일 투수 더그 데이비스가 장애자 명단에 놓였을 때 케인은 브루어스로 소집되었다.  그는 그날 저녁 대타자로서 애틀랜타 브레이브스를 상대로 자신의 메이저 리그 데뷔를 이루었다.  그는 브레이브스의 좌익수 맷 디아스에 의한 다이빙 캐치의 이류로 자신의 첫 타수에 안타를 빼앗겼다.  이틀 후, 그 같은 시리즈에서 자신의 다음 타수에 그는 자시의 첫 메이저 리그 안타를 얻었다.  그러고나서 경기의 나머지를 위하여 중견수 카를로스 고메스를 대체하여 2개의 1루타와 함께 2 루 2 타로 경기를 끝냈고, 브루어스를 위하여 케인은 43개의 경기에 나오러 갔다.

### 캔자스시티 로열스 (2011년 ~ 2017년)

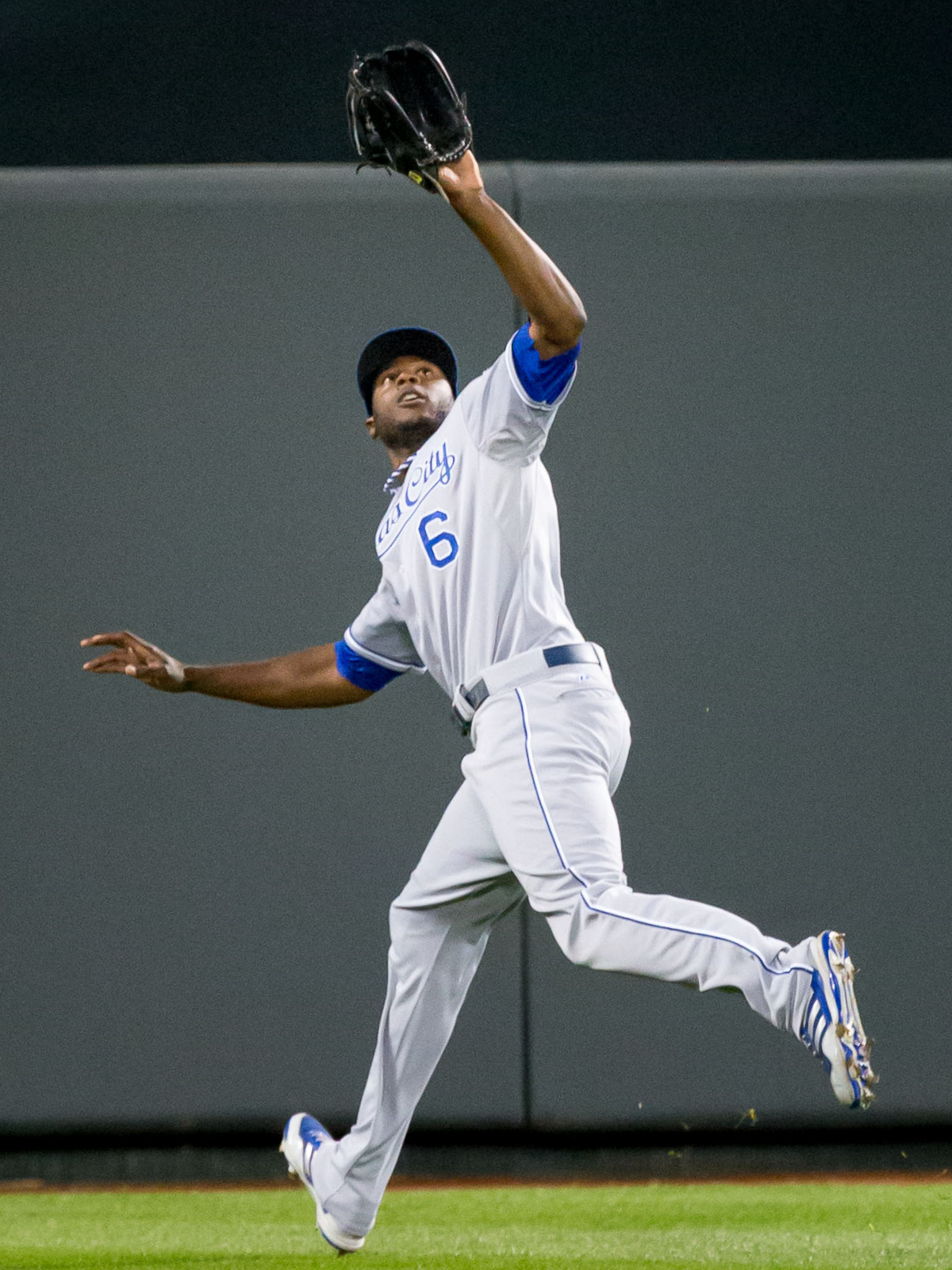
캔자스시티 로열스 활약 시절의 케인 (2013년)

2010년 12월 18일 그는 잭 그레인키와 유니에스키 베탄코트를 위하여 알시데스 에스코바르, 제러미 제프리스와 제이크 오도리지와 함께 캔자스시티 로열스로 이적되었다.  케인은 2011년의 시작 전에 캔자스시티의 AAA 클럽 오마하 스톰체이서스로 보내졌고, 로열스와 함께 자신의 시초 시즌에 6개의 경기를 활약하였다.  2012년 2월 18일 로열스는 자신들이 2012년 시즌을 위하여 케인을 1년 계약으로 맺었다고 공고하였다.  거래의 재정 조건이 공개되지 않았다.
재러드 다이슨이 백업 선수로서 함께 케인은 출발 중견수로서 2013년을 시작하였다.  6월 후순 경에 다이슨은 더많은 출발 경기들을 얻기 시작하였다.  8월 10일 케인은 긴장된 왼쪽 사선과 함께 장애자 명단에 놓였고, 9월 4일 복귀했을 때 시즌에 14개 더의 출발 경기들을 가져 우익수에서 7개와 중견수에서 7개였다.  115개의 경기 (106개는 출발 경기)에서 그는 4개의 홈런, 46개의 타점과 14개의 도루와 함께 .251/.310/.348 점을 쳤다.
2014년 케인은 133개의 경기에서 5개의 홈런 (하나는 구장의 외부로), 4개의 3루타, 29개의 2루타, 28개의 도루, 46개의 타점과 55개의 득점과 함께 .301/.339/.412 점을 치면서 정규 시즌을 끝냈다.  그의 타구 평균과 도루는 둘다 아메리칸 리그에서 8위를 하였다.  그는 1년 전에 가졌던 만큼 많은 내야 안타를 두번이나 차지하였으며 자신이 캔자스시티 커뮤니티 칼리지의 트랙 코치 앨 홉슨과 해낸 업적의 결과러서 이것은 그의 빠른 주루 속도로 향상시키는 것이었다.
로열스는 1985년 월드 시리즈를 우승한 이래 처음으로 플레이오프를 이루었다.  아메리칸 리그 디비전 시리즈에서 2개의 경기에서 4개의 멋진 캐치를 나타낸 중견수에서 케인의 방어적 활약은 로열스가 가장 후보로 보인 로스앤젤레스 에인절스 오브 애너하임을 휩쓴 도움을 주면서 널리 인정되었다.
볼티모어 오리올스를 상대로 아메리칸 리그 챔피언십 시리즈의 2번째 경기에서 케인은 4 대 4 동점을 보호하는 데 6번째 이닝에서 중견수로 J. J. 하디의 라이너의 것으로 아직 멋진 장타 도루와 함께 자신의 포스트시즌 하이라이트 릴로 추가하였다.  본루에서 그는 4 루 5 타로 가 한 포스트시즌 경기에서 가망 많은 것으로 조지 브렛의 프랜차이즈 기록을 동점매겼고, 로열스가 2014년 포스트시즌에서 자신들의 6연속 우승인 오리올스에 6 대 4의 승리를 봉하는 도움을 준 9번째 이닝에서 몰아냈다.  케인은 최후적으로 필드에서는 물론 본루에서 자신의 노력들로 아메리칸 리그 챔피언십 시리즈 MVP 상을 수상하는 데 끝났다.  그는 로열스가 오리올스를 휩쓸고 월드 시리즈로 이동하는 도움을 준 .533 타구 평균, 8개의 안타, 5개의 득점과 다수의 멋진 방어 활약들과 끝냈다.

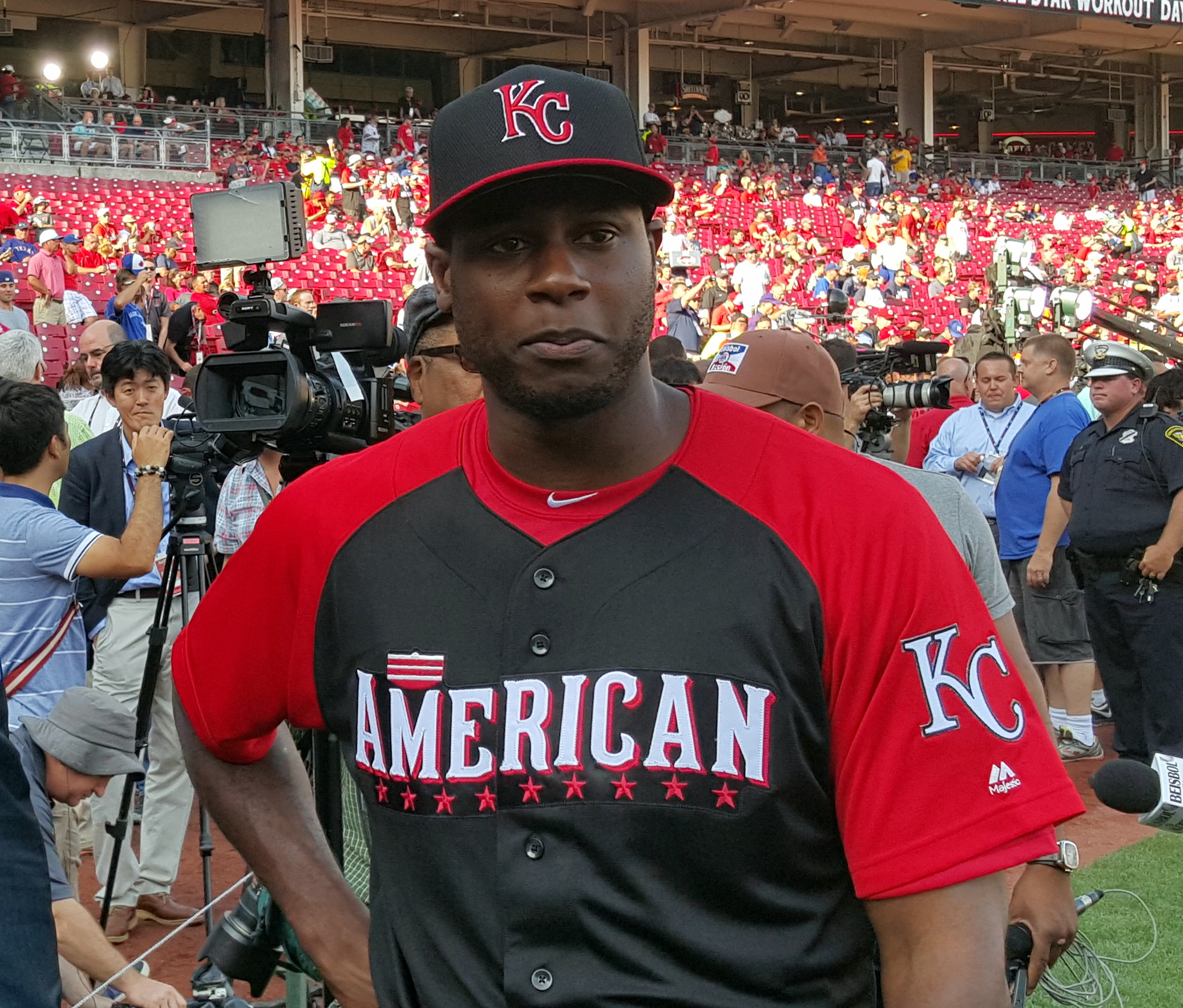
2015년 메이저 리그 베이스볼 올스타 게임에서

그의 방어적 용맹은 샌프란시스코 자이언츠를 상대로 월드 시리즈에서 지속되었으며 첫 경기에서 벽에 캐치를 이루었다.  케인은 로열스를 위하여 3 대 2의 승리를 보호하는 도움을 주는 데 3번째 경기에서 2개 더의 멋진 다이빙 캐치를 이루었다.  로열스가 제거를 향한 결정적인 6번째 경기에서 케인은 7번째 경기를 강요한 로열스의 자이언츠에게 10 대 0의 패배에서 또다른 러닝 캐치를 이룬 동안 하나의 1루타, 2루타와 2개의 볼넷과 3개의 득점에 뛰어들면서 2 루 3 타로 갔다.  하지만 자이언츠가 7번째 경기와 월드 시리즈를 우승하였다.
2015년 4월 23일 시카고 화이트삭스를 상대로 경기가 열린 동안 케인 벤치 클리어링 싸움에 연루된 것으로 퇴거된 5명의 선수들 중의 하나였다.  4월 25일 케인은 2개의 경기에서 출전 정지를 당하였다.  그는 항소할 수 있는 선택이 있었으나 출전 정지가 발휘할 수 있도록 5월 3일 그것을 떨어뜨렸다.  2015년 케인은 자신의 첫 올스타 팀으로 임명되었고, 로열스가 그해 아메리칸 리그 중부 디비전 타이틀로 이끄는 도움을 주었다.  그는 경력 사상의 타구 평균 (.307), 홈런 (16), 매긴 득점 (101)과 타점 (72)과 함께 정규 시즌을 끝냈다.  그는 또한 파워 스피드 넘버 (20.4)에서 3위를 하였다.  월드 시리즈의 5번째 경기에서 케인의 3대 타점 상연은 로열스가 뉴욕 메츠에 7 대 2의 우승을 차지하고 챔피언십을 잡는 도움을 주었다.  케인은 2015년 아메리칸 리그 MVP를 위하여 조시 도널드슨과 마이크 트라우트에 밀려 3위를 하였다.

### 브루어스로 복귀 (2018년 ~ 현재)
2018년 1월 26일 케인은 브루어스로 복귀하는 데 5년, 8천만 달러 계약을 맺었다.  그는 8개의 홈런, 26개의 타점과 15개의 도루와 함께 .290 점을 타구한 후 2018년 메이저 리그 베이스볼 올스타 게임으로 임명되었다.
2019년 그는 전체의 내셔널 리그 타자들의 가장 높은 상대 필드 퍼센티지 (32.4%)와 함께 11개의 홈런과 48개의 타점과 함께 .260/.325/.372 점을 타구하였다.  방어에 한해를 통하여 다수의 부상들과 분투함에 불구하고, 그는 전체 메이저 리그 중견수들의 최고 필딩 퍼센티지 (.994)를 가졌고, 자신 경력의 첫 골드 글러브 상이 수여되었다.
코로나19 범유행의 이유로 자신이 시즌의 나머지의 옵트 아웃 되고 있었던 것을 8월 1일 공고하기 전에 간략되어 2020년 메이저 리그 베이스볼 시즌에서 5개의 경기를 활약하였다.

## 수상과 영예
- 2015년 월드 시리즈
- 2018년 올스타
- 2015년 올스타
- 2019년 골드 글러브 상
- 2014년 아메리칸 리그 챔피언십 시리즈 MVP 상
- 2006년 사우스 애틀랜틱 리그 포스트시즌 올스타
- 2006년 사우스 애틀랜틱 리그 미드시즌 올스타
- 2005년 탑스 쇼트 시즌/루키 올스타
- 2005년 탑스 AZL 올해의 선수
- 2005년 베이스볼 아메리카 루키 올스타
- 2005년 애리조나 리그 MVP
- 2005년 AZL 포스트시즌 올스타

## 연도별 타격 성적
| 연 도     | 소 속     | 경 기 | 타 석 | 타 수 | 득 점 | 안 타 | 2 루 타 | 3 루 타 | 홈 런 | 루 타 | 타 점 | 도 루 | 도 루 자 | 희 생 번 | 희 생 플 | 볼 넷 | 고 4 | 사 구 | 삼 진 | 병 살 타 | 타 율 | 출 루 율 | 장 타 율 | O P S |
| --------- | --------- | ----- | ----- | ----- | ----- | ----- | ------- | ------- | ----- | ----- | ----- | ----- | -------- | -------- | -------- | ----- | ---- | ----- | ----- | -------- | ----- | -------- | -------- | ----- |
| 2010년    | MIL       | 43    | 158   | 147   | 17    | 45    | 11      | 1       | 1     | 61    | 13    | 7     | 1        | 0        | 1        | 9     | 0    | 1     | 28    | 1        | .306  | .348     | .415     | .763  |
| 2011년    | KC        | 6     | 23    | 22    | 4     | 6     | 1       | 0       | 0     | 7     | 1     | 0     | 0        | 0        | 0        | 1     | 0    | 0     | 4     | 0        | .273  | .304     | .318     | .623  |
| 2012년    | KC        | 61    | 244   | 222   | 27    | 59    | 9       | 2       | 7     | 93    | 31    | 10    | 0        | 0        | 4        | 15    | 0    | 3     | 56    | 4        | .266  | .316     | .419     | .734  |
| 2013년    | KC        | 115   | 442   | 399   | 54    | 100   | 21      | 3       | 4     | 139   | 46    | 14    | 6        | 0        | 6        | 33    | 2    | 4     | 90    | 10       | .251  | .310     | .348     | .658  |
| 2014년    | KC        | 133   | 502   | 471   | 55    | 142   | 29      | 4       | 5     | 194   | 53    | 28    | 5        | 0        | 3        | 24    | 2    | 4     | 108   | 9        | .301  | .339     | .412     | .751  |
| 통산：5년 | 통산：5년 | 358   | 1369  | 1261  | 157   | 352   | 71      | 10      | 17    | 494   | 144   | 59    | 12       | 0        | 14       | 82    | 4    | 12    | 286   | 24       | .279  | .326     | .392     | .718  |

- 2014시즌 종료 기준.

## 참조
1. ↑  “Lorenzo Cain Statistics and History” (영어). baseballreference. 2015년 3월 8일에 확인함.